# Kelsi Fairbrother
Kelsi Melanie Fairbrother-Svane (* 5. August 1989 in Hillingdon, Vereinigtes Königreich) ist eine britische Handballspielerin.

## Karriere
Fairbrother kam als 16-Jährige nach Dänemark, um dort Handball zu spielen. Im Juli 2009 unterschrieb die Außenspielerin einen Vertrag beim dänischen Zweitligisten TST Hjørring. Nachdem Hjørring in finanzielle Schwierigkeiten geraten war, wechselte sie schon einen Monat später zum Ligakonkurrenten Frederikshavn FOX. Im Sommer 2010 schloss sich die Linkshänderin dem Erstligisten Team Esbjerg an. Mit Esbjerg nahm sie in der Saison 2010/11 und 2011/12 am EHF-Pokal sowie 2012/13 am Europapokal der Pokalsieger teil. Im Sommer 2013 wechselte sie zu Aalborg DH. Aalborg musste jedoch kurz vor Saisonbeginn 2013/14 Insolvenz anmelden, wodurch der Verein nicht am Spielbetrieb teilnahm. Ab der Saison 2014/15 lief Fairbrother für den dänischen Zweitligisten Tarm-Foersum GF auf. Nachdem Fairbrother anschließend für SIF/Ansager gespielt hatte, schloss sie sich im Jahr 2022 dem Viertligisten Skovlund/Ansager/Ribe HK an.
Fairbrother gehört dem Kader der britischen Handballnationalmannschaft an. Sie stand im britischen Aufgebot, das an den Olympischen Sommerspielen 2012 in London teilnahm.

## Privat
Sie ist verheiratet und hat zwei Kinder.